# Meliosma simplicifolia
Meliosma simplicifolia är en tvåhjärtbladig växtart. Meliosma simplicifolia ingår i släktet Meliosma och familjen Sabiaceae.

## Underarter
Arten delas in i följande underarter:
- M. s. fruticosa
- M. s. pungens
- M. s. simplicifolia

## Bildgalleri

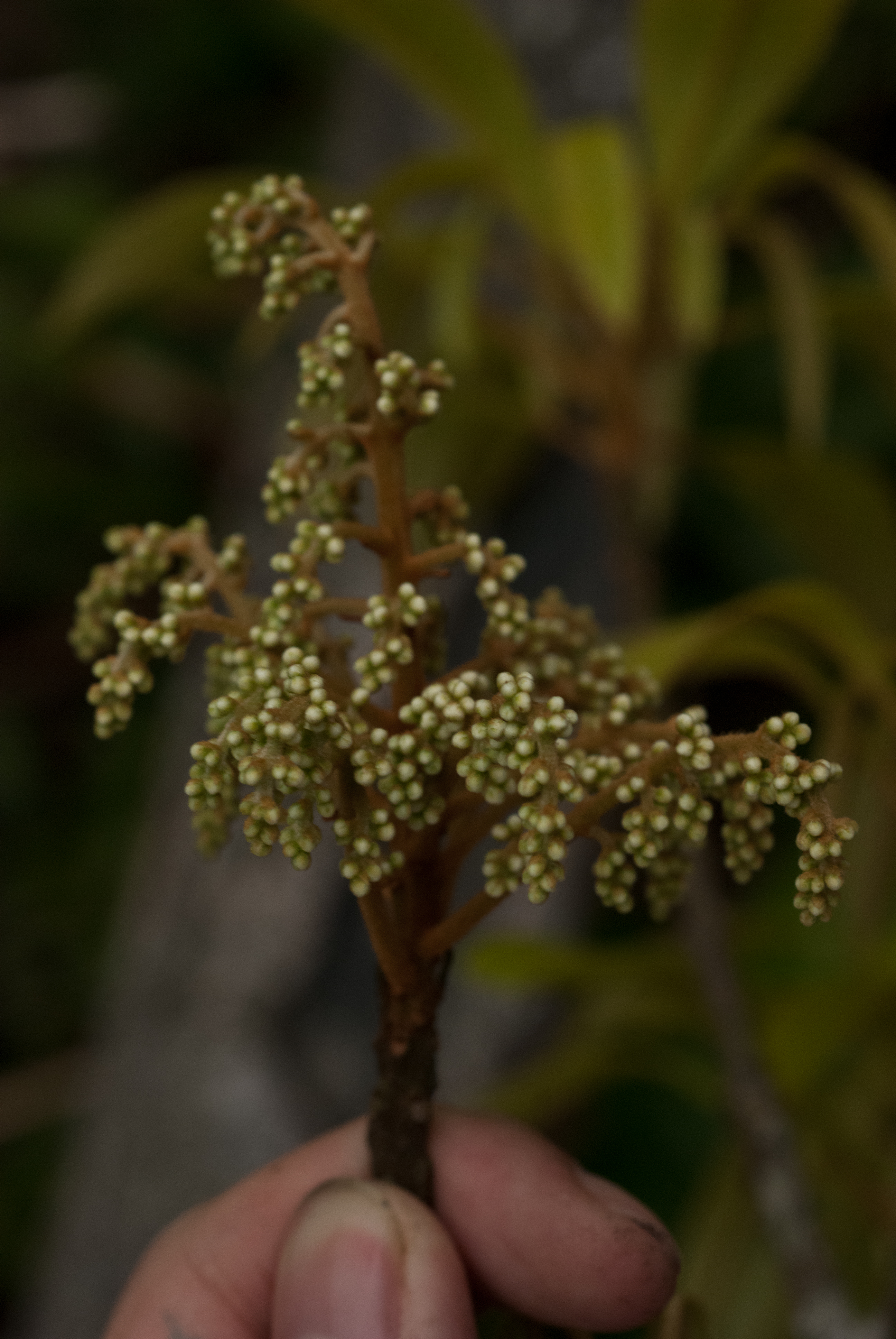
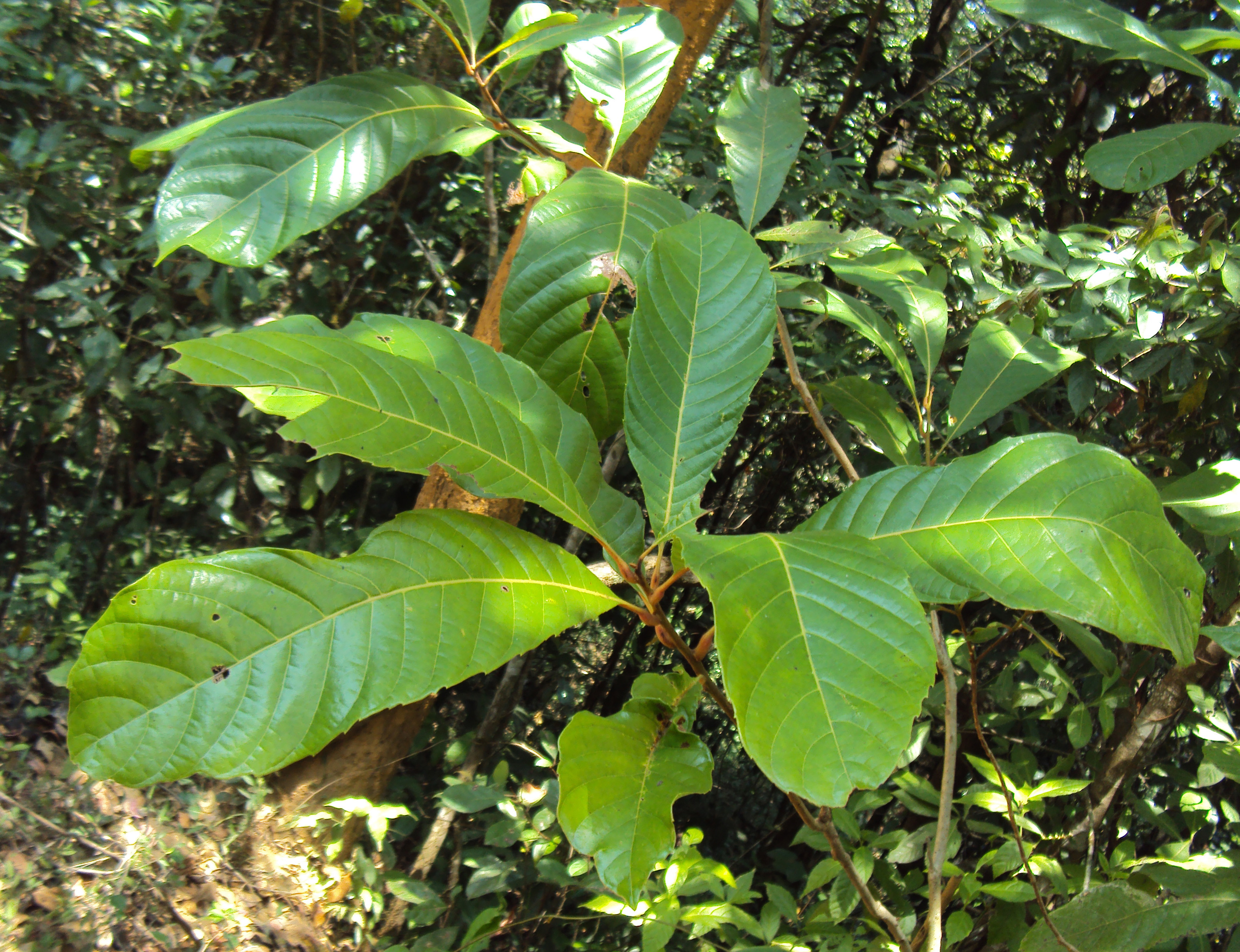
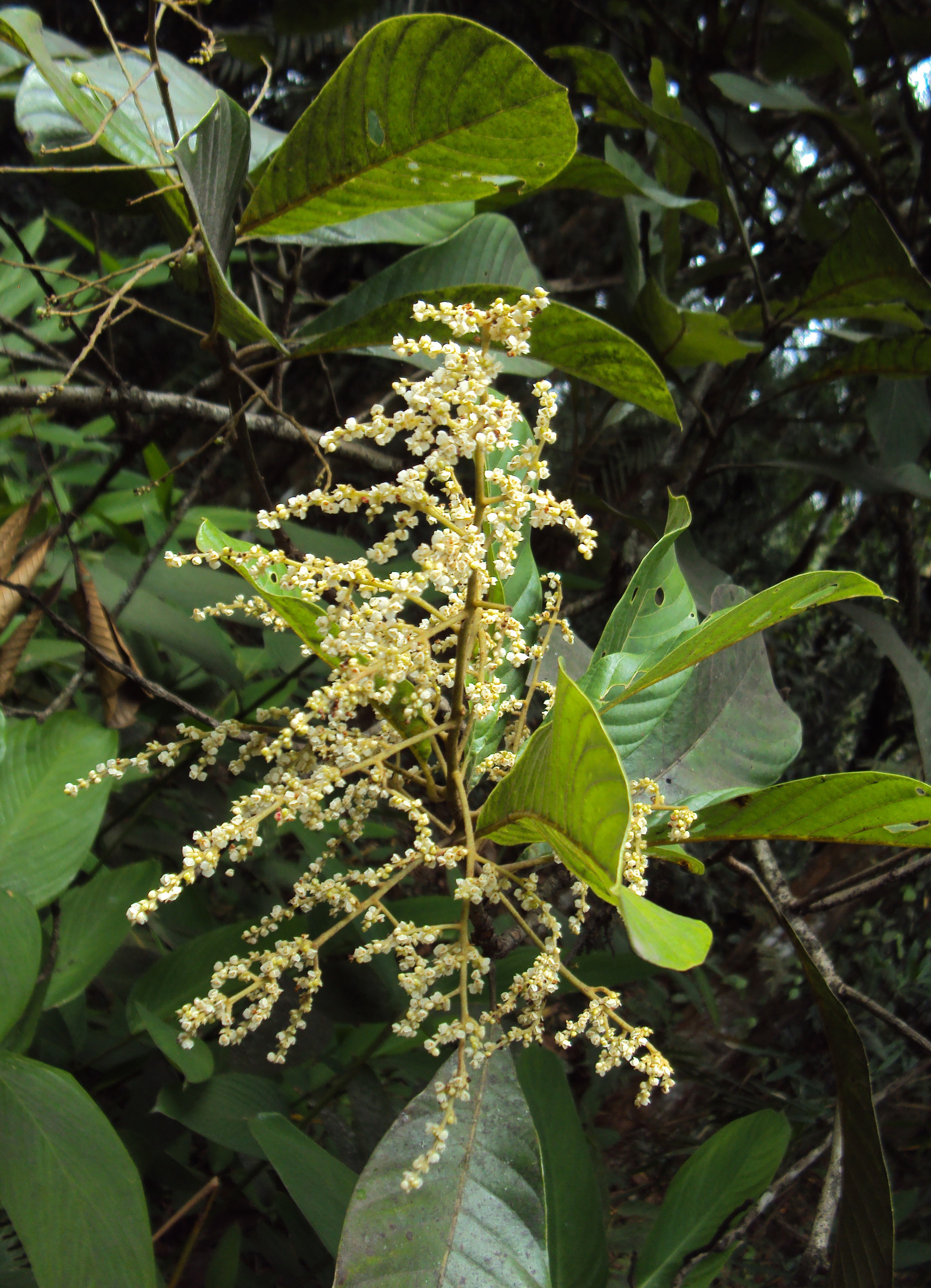
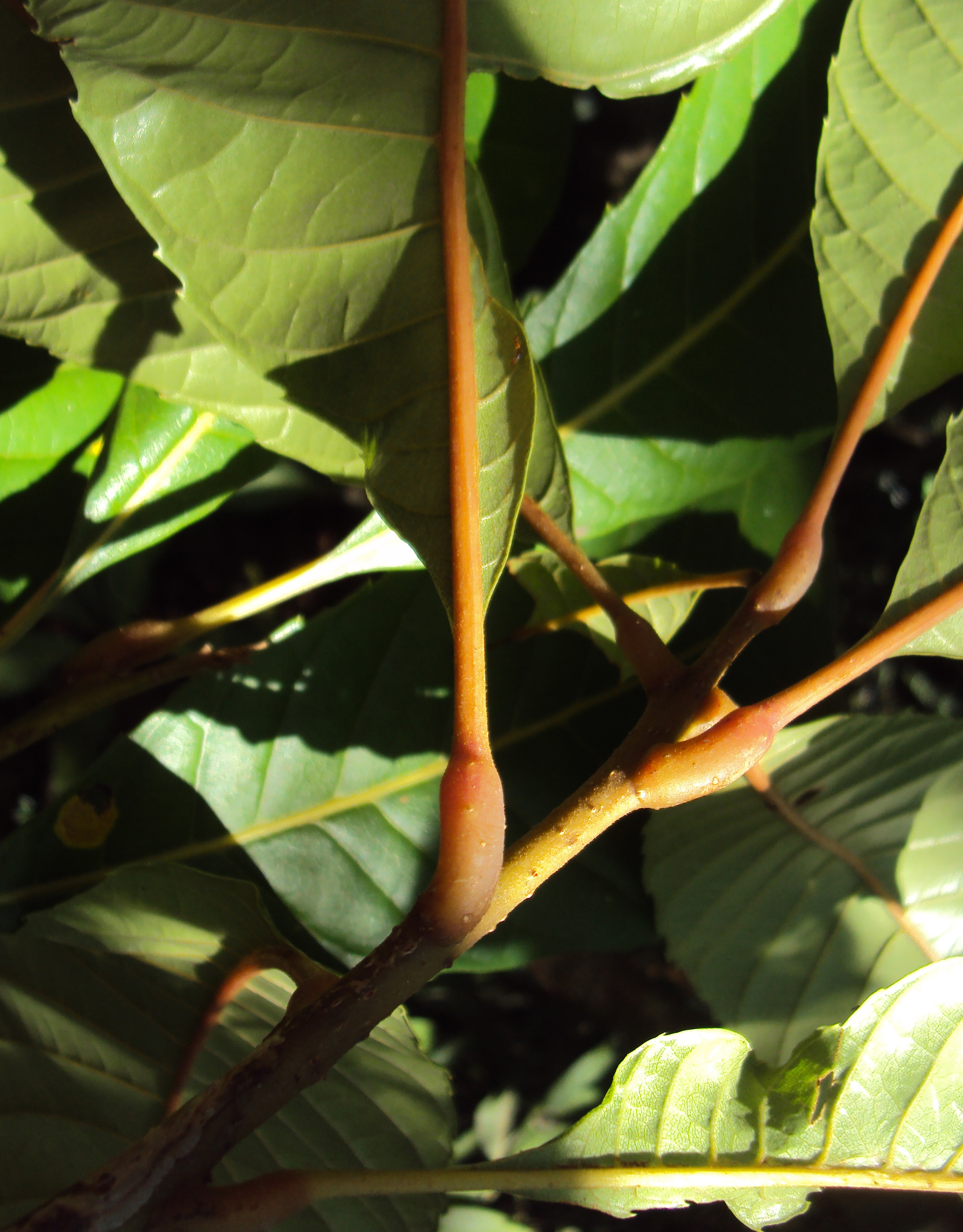
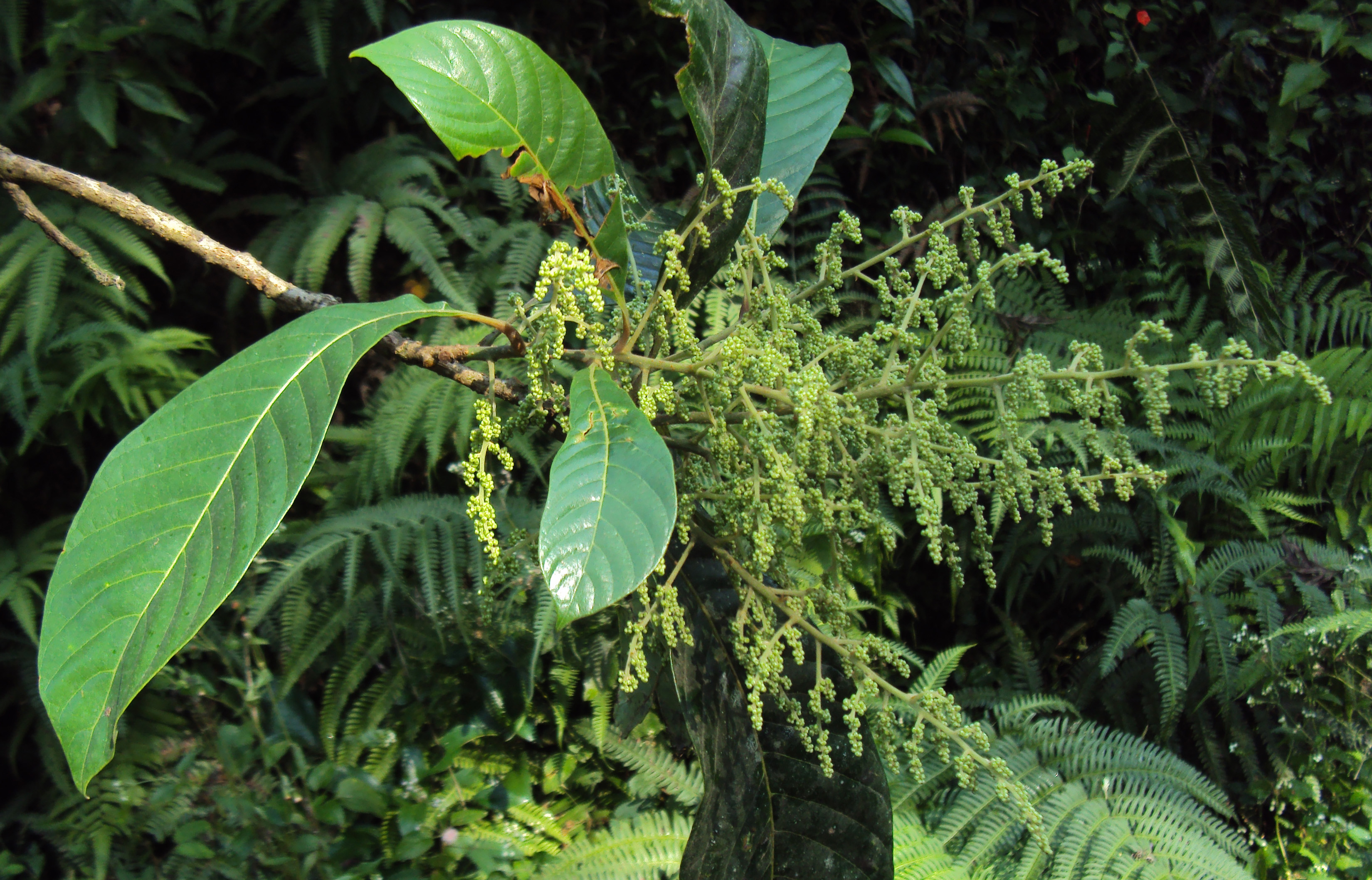
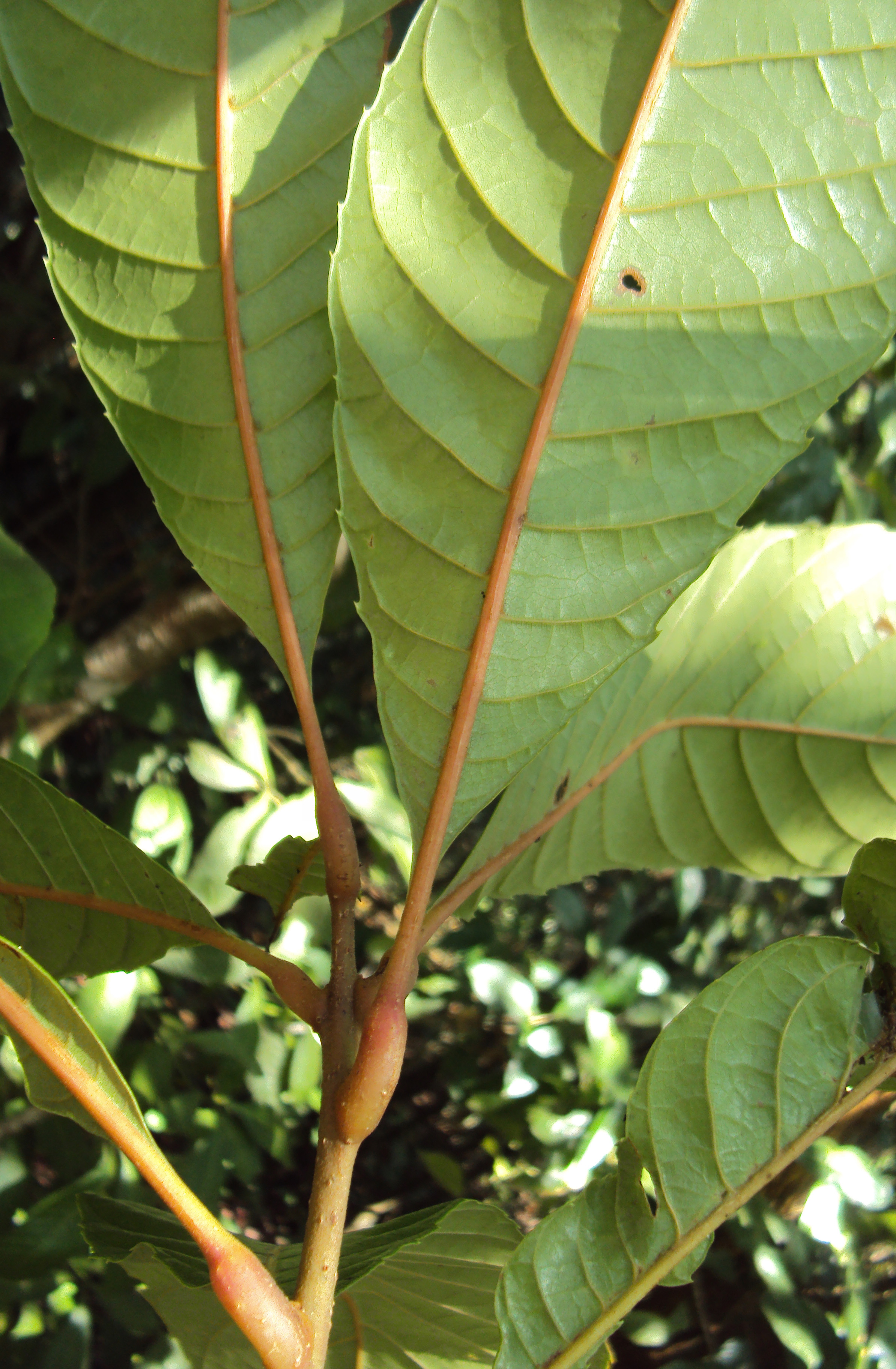